# Election (película de 1999)
Election es una película estadounidense de comedia de 1999 dirigida por Alexander Payne, y basada en la novela homónima de Tom Perrotta. Estuvo protagonizada por Matthew Broderick, Reese Witherspoon y Chris Klein.
La película fue nominada al Óscar al mejor guion adaptado, a los Premios Globo de Oro en la categoría de mejor actriz (para Witherspoon) y a un Independent Spirit Award a la mejor película en 1999.

## Argumento
Jim McAllister es un profesor de instituto en los suburbios de Omaha, Nebraska, cuya entusiasta participación en la escuela enmascara su frustración con otros aspectos de su vida. Tracy Flick es una estudiante de último año muy aplicada. 
El año anterior, otro profesor, el mejor amigo de McAllister, Dave, seduce a Tracy, lo cual dio inicio a una efímera relación entre ambos. Por consiguiente, Dave fue despedido y se divorció de su esposa Linda, mas no fue acusado de la violación estatutaria.
Un día, Tracy anuncia que se presentará como candidata para ser la presidenta del alumnado, cosa que horroriza a McAllister, el cual es responsable de organizar las elecciones estudiantiles de la escuela y realmente desprecia a Tracy. Jim decide enseñar a Tracy una lección de humildad introduciendo a otro candidato, Paul Metzler, que es un buen chico, jugador de fútbol y popular en la escuela. Paul es incapaz de jugar al fútbol ese año final debido a la lesión en una pierna. McAllister lo convence para que se presente como candidato a las elecciones y así limitar las posibilidades de que Tracy gane, ya que McAllister piensa que si ella las gana, tendrá que pasar más tiempo con Tracy, cosa que, según él, lo llevaría a la misma desgracia que su mejor amigo. 
Al principio, a Paul no le gusta la idea porque él no se siente bastante inteligente para participar en las elecciones, y no quiere ir en contra de Tracy, quien ha sido agradable con él, incluso dejándole copiar su tarea. Tarde o temprano, Paul está de acuerdo con McAllister porque las elecciones les da un nuevo objetivo. Esto saca el carácter competitivo de Tracy, porque ella está celosa de lo popular que es Paul.
Por otra parte, está Tammy, hermana menor de Paul, quien fue rechazada por Lisa, la que hasta ese momento había sido su mejor amiga y con quien aparentemente habría tenido una "relación". Curiosamente, Lisa inicia a salir con Paul, lo cual enfurece a su hermana. En venganza, Tammy decide postularse para ser presidente también. Durante una asamblea de la escuela para oír los discursos, después de que Tracy y Paul solo obtienen aplausos corteses, Tammy entrega un desafiante discurso en el cual ella denuncia las elecciones diciendo que el presidente de la escuela realmente no ayuda al alumnado, y solo usa la posición para conseguir cartas credenciales para usos de colegio. Tammy también declara que ella disolverá el gobierno estudiantil si resulta elegida, esto provoca en el alumnado a una ovación permanente. Debido a esto, Tammy es suspendida durante tres días.
Posteriormente, en la escuela, una noche durante el fin de semana, Tracy trata de poner uno de sus carteles, pero por casualidad lo rasga. En un ataque de rabia, ella destruye todos los carteles de campaña de Paul. Ella trata de eliminarlos en la central eléctrica, pero es observada por Tammy. Al día siguiente, McAllister acusa a Tracy por su previo acto, Tracy se declara inocente y amenaza con iniciar un proceso contra la escuela. Tracy entonces ve a Tammy dirigirse a McAllister y mostrarle los carteles rasgados, lo que hace entrar en pánico a Tracy. Sin embargo, Tammy en realidad "confiesa" el crimen de Tracy y debido a eso es enviada por sus padres a una escuela privada parroquial.
Más tarde, McAllister, quien en secreto le atrae Linda, la besa espontáneamente el día antes de las elecciones. Linda pide a Jim alquilar una habitación de motel para una cita posterior. Entonces él abandona la escuela durante una clase para preparar la habitación. Sin embargo, cuando él llega más tarde para recogerla, ella no está allí. Él vuelve a casa solo para encontrar a Linda y a su esposa hablando. Sabiendo que lo pillaron, Jim pasa la noche en su coche fuera de la casa de Linda.
A la mañana siguiente, McAllister supervisa el conteo de las votaciones de las elecciones en la escuela. Durante esto, él llama a Linda varias veces, profesando su amor por ella, después de una picadura de abeja. La esposa de Jim lo echa de la casa cuando él trata de pedir perdón. Después de todo, los votos son contados, Tracy ha ganado por un voto (Paul ha votado por Tracy, sintiendo que ella estaba más cualificada y que es demasiado arrogante votar a favor de uno mismo). Después de ver a Tracy, que baila alrededor con excitación en el pasillo, McAllister deduce que ella averiguó que ganó antes de que fuera anunciado. McAllister, en secreto, elimina dos de los votos de Tracy y luego exige un recuento, declarando a Paul como el ganador. Eventualmente, un empleado de limpieza descubre los dos votos desechados, los cuales presenta al director de la escuela. Finalmente, McAllister es despedido de su trabajo.
Divorciado y humillado, McAllister abandona Nebraska, en última instancia decidiendo realizar su más viejo sueño, mudarse a Nueva York, en donde trabajará como guía de un museo de historia natural. Allí él conoce a una nueva mujer. Tracy es aceptada en la Universidad de Georgetown (pero ella sigue sin encajar con los otros estudiantes, sintiéndose decepcionada). Por otro lado, Paul entra en la Universidad de Nebraska y a Tammy le gusta su nueva escuela.
Casi finalizando la película, Jim relata su encuentro final con Tracy, a quien ve subiéndose en una limusina con un político. McAllister recuerda a su amigo Dave y lo que Tracy ha hecho para estar en donde actualmente está, convenciéndose de que él siente nada más que lástima por ella. Jim, lleno de rabia, lanza un vaso de Coca-Cola a la limusina y luego huye.
La película termina con Jim, haciéndole preguntas a unos niños en el museo, en donde trata de ignorar deliberadamente a una niña que es la única del grupo que podría responder, recordándole a Tracy.

## Reparto
- Matthew Broderick como Jim McAllister.
- Reese Witherspoon como Tracy Flick.
- Chris Klein como Paul Metzler.
- Molly Hagan como Diane McAllister.
- Colleen Camp	como Judith R. Flick.
- Jessica Campbell como Tammy Metzler.
- Jeanine Jackson como Jo Metzler.
- Holmes Osborne como Dick Metzler.
- Delaney Driscoll como Linda Novotny,
- Frankie Ingrassia como Lisa Flanagan,
- Mark Harelik como Dave Novotny.
- Nicholas D'Agosto como Larry Fouch.

- Datos: Q1206261